# زمین‌لرزه ۱۳۶۲ افغانستان
زمین‌لرزه افغانستان  در تاریخ ۳۰ دسامبر ۱۹۸۳ میلادی، برابر با ‎۹ دی ۱۳۶۲، ساعت ۲۳:۵۲:۳۹ به زمان یوتی‌سی در افغانستان رخ داد. ژرفای این زلزله ۲۱۴٫۷ کیلومتر بود، و بزرگی آن ۷٫۴ در مقیاس Mw اعلام شده‌است. زمین‌لرزه به وقت محلی در روز شنبه، ساعت ۳٫۵ روی داده و منطقه زمانی آن یوتی‌سی +۴٫۵ بوده‌است .
سازمان زمین‌شناسی آمریکا نیز رومرکز این زمین‌لرزه را در مختصات ۳۶°۲۲′۱۹″شمالی ۷۰°۴۴′۱۷″شرقی / ۳۶٫۳۷۲°شمالی ۷۰٫۷۳۸°شرقی و ژرفای آنرا در ۲۱۴ کیلومتر گزارش کرده‌است. بزرگی برگزیدهٔ این سازمان از میان بزرگیهای محاسبه‌شدهٔ مختلف ۷٫۲ در مقیاس mb بوده و از دید اثر، در میان چهار دسته‌بندی «نامحسوس»، «محسوس»، «زیان‌آور» یا «با تلفات»، زلزله را «با تلفات» اعلام کرده‌است.
پروژهٔ «تنسور گشتاور مرکزوار» زاویه‌های (راستا، شیب، ریک) گسل سازندهٔ زمین‌لرزه و صفحه عمود بر آنرا (°۲۷۳، °۱۸، °۸۱) یا (°۱۰۳، °۷۲، °۹۳) و نوع گسل را «معکوس» فرارسانده‌است.
شمار کشتگان زلزله حدود ۱۲ نفر بوده‌است.تعداد زخمیان ۴۸۳ نفر برآورده شده‌است.